# 데이비드 래미
데이비드 린든 래미(영어: David Lindon Lammy, 1972년 7월 19일~)는 2024년 7월부터 영국 외무장관으로 재임 중인 영국의 노동당 소속 정치인이다. 2002년부터 2010년까지 토니 블레어와 고든 브라운 내각에서 다양한 차관보직을 역임하였다.

## 경력
아치웨이 출생으로, 피터버러 킹스 스쿨을 다녔으며, 런던대학교 동양아프리카학부(SOAS)에서 법학을 공부, 1994년에 변호사 자격을 취득하였다. 이후 하버드 대학교에서 법학 석사 학위를 취득, 흑인 영국인으로는 최초로 하버드 법학대학원에서 공부하였다. 27세였던 2000년에 토트넘 보궐선거에서 의원직에 선출되기 전 런던 의회에서 잠시 의원으로 활동한 이력이 있다.
2002년, 그는 토니 블레어 내각에서 공중보건 담당 국무차관, 헌법사무 담당 국무차관, 문화부 장관을, 고든 브라운 내각에서는 혁신·대학·기술 담당 국무차관, 고등교육 담당 국무장관 등을 역임하였다.
2010년 총선에서 노동당이 패배한 이후, 래미는 2010년 노동당 대표 선거에서 데이비드 밀리밴드를 지지, 그 후로 그는 10년 동안 의원직을 지냈다. 2015년 런던 노동당 시장 선거에 출마했지만 4위로 낙선하였다. 2020년 노동당 대표 선거에서는 키어 스타머를 지지하였다. 이후 노동당이 2024년 총선에서 승리한 후, 내각에 복귀하여 2024년 7월부터 키어 스타머 내각의 외무장관으로 재임 중이다.

## 대미 관계
동문인 버락 오바마 전 미국 대통령과 개인적 친분이 깊으며, 미국의 다른 민주당 인사들과도 접점이 많은 것으로 알려져 있다. 미국 대통령 선거가 있기 얼마 전인 2024년 5월 방미시, 노동당은 '(미국 대선에서) 누가 이기든 항상 미국과 협력할 것'이라며 트럼프 전 대통령과의 공통된 대의를 찾으려고 노력할 것이라고 밝혔다.